# La Gleva
La Gleva es una localidad que forma parte del municipio de Las Masías de Voltregá, en la comarca de Osona, provincia de Barcelona. Se halla junto al río Ter en el lugar en que éste hace de límite con el municipio de Manlleu y frente a un puente construido sobre dicho río y en el cruce entre la autovía C-17 y la que va de Manlleu a San Hipólito de Voltregá. 
Su población a 1 de enero de 2013 era de 1050 habitantes (516 varones y 534 mujeres).

## Historia
La primera documentación del santuario de La Gleva es de 1280. Las primeras casas alrededor del santuario empezaron a construirse a finales del siglo XVII. Durante la guerra civil española fue quemado el retablo barroco que se conservaba en el santuario, del que se realizó una reproducción en 1943.

## Lugares de interés
- Santuario de la Mare de Déu de La Gleva, de origen medieval, pero reconstruido totalmente a mediados del siglo XVIII.

## Hechos históricos
- Durante 1714, hubo los conocidos como los Hechos de La Gleva, donde hubo un enfrentamiento entre las tropas Borbónicas contra las tropas defensoras (catalanes austriacistas) en la Guerra de Sucesión Española. Acabó con la masacre de las tropas defensoras.

- Datos: Q9018582